# شون غيلمارتن
شون غيلمارتن (بالإنجليزية: Sean Gilmartin)‏ هو لاعب كرة قاعدة أمريكي، ولد في 8 مايو 1990 في ثاوزند أوكس في الولايات المتحدة.

## وصلات خارجية
- شون غيلمارتن على موقع دوري كرة القاعدة الرئيسي (الإنجليزية)
- شون غيلمارتن على موقعبيزبول رفرنس.كوم (الدوري الرئيسي) (الإنجليزية)
- شون غيلمارتن على موقعبيزبول رفرنس.كوم (الدوري الثانوي) (الإنجليزية)
- شون غيلمارتن على موقع إي إس بي إن.كوم (أم.أل.بي) (الإنجليزية)
- شون غيلمارتن على موقع مشجعي الرسوم البيانية (الإنجليزية)